# بوني ستريكلاند
بوني ستريكلاند (بالإنجليزية: Bonnie Strickland)‏ هي عالمة نفس أمريكية، ولدت في 24 نوفمبر 1936 في لويفيل في الولايات المتحدة.